# Vladimiro Rivas
Antonio Vladimiro Rivas Iturralde (n. Latacunga, Cotopaxi, Ecuador; 5 de junio de 1944) es un escritor, narrador, ensayista y catedrático universitario ecuatoriano-mexicano. Miembro correspondiente de la Academia Ecuatoriana de la Lengua. Actualmente ejerce como profesor de tiempo completo, Titular C, en la Universidad Autónoma Metropolitana Unidad Azcapotzalco en la Ciudad de México.  

## Biografía
Nació en Latacunga el 5 de junio de 1944. Hizo su licenciatura en Pedagogía con especialización en Lingüística en la Pontificia Universidad Católica del Ecuador de la ciudad de Quito, y su Maestría en Letras Iberoamericanas en la Universidad Nacional Autónoma de México. Reside en México desde 1973 y posee la nacionalidad mexicana. En los años sesenta dirigió en Quito la revista literaria Ágora. Hizo crítica de cine en el diario El Comercio de Quito entre los años 1965 y 1968. Dirigió teatro en la misma ciudad entre 1969 y 1973. Llegó en 1973 a México con una beca de la Comunidad Latinoamericana de Escritores. Ha colaborado en revistas tales como Letras del Ecuador, Zona Franca, Hispamérica, Vuelta, Letras libres, Nexos, Revista Universidad de México, Fuentes humanísticas, Tema y variaciones de literatura, Pauta, Pro Ópera, Mundo Diners, entre otras.
Es profesor investigador de la Universidad Autónoma Metropolitana, Azcapotzalco, de la Ciudad de México desde su fundación en 1974.
Obtuvo el Premio a la Docencia en 1999 y la Maestría en Letras Iberoamericanas por la UNAM, con una tesis sobre la poesía de César Dávila Andrade, que luego se publicó como ensayo en 2008. En agosto de 2023 fue distinguido por la Embajada del Ecuador en México con la presea Vicente Rocafuerte.
Se ha ocupado en diversos artículos de problemas de la lectura en el ámbito universitario, particularmente de la lectura de la poesía. Es miembro cofundador del Seminario Permanente de Poesía del Departamento de Humanidades de la UAM Azcapotzalco.
Ingresó como Miembro correspondiente a la Academia Ecuatoriana de la Lengua el 15 de diciembre de 2022 con un discurso sobre el tema "Vallejo y Tarkovski: la nostalgia metafísica". El 1 de diciembre del mismo año recibió un homenaje del Departamento de Humanidades de la UAM Azcapotzalco, con motivo de su ingreso a la Academia.
Ha publicado ocho libros de relatos: El demiurgo, 1968; Historia del cuento desconocido, 1974; Los bienes, 1981; Vivir del cuento, 1993; Visita íntima, 2011;  Música para nadie, 2016, El amante y el artefacto soviético, 2017, Relatos reunidos, 2019.
Dos novelas cortas: El legado del tigre, 1997, nueva versión, revisada: 2012, tercera edición, Quito, 2020; La caída y la noche, 2000, con tres ediciones más: 2001, 2010 y 2011, incluida en versión corregida en Relatos reunidos, 2019.
Seis libros de ensayos: Desciframientos y complicidades, 1991; Mundo tatuado, 2003; César Dávila Andrade: el poema, pira del sacrificio, 2008; Repertorio literario, 2014; Noches de ópera, 2020, Navegaciones. Ensayos escogidos, 2022.
Cuentos suyos han sido traducidos al inglés, francés, alemán, italiano, portugués y búlgaro, y figuran en diversas antologías de cuento ecuatoriano y latinoamericano.
Los temas dominantes de su narrativa son el desamor en la pareja humana, el fracaso, la imagen del padre y la música, que aparece en algunos de sus cuentos no sólo como tema sino como forma narrativa. 
David Huerta ha escrito: "Sus cuentos, magníficos y ceñidos, ejecutados con maestría y emoción, tienen su espejo racional, no menos apasionado, en sus ensayos".
Enrique López Aguilar opina: "Su obra se caracteriza por el rigor conceptual y estilístico por el que busca la mayor precisión, además de que deja ver su cuidadoso trabajo como lector y su bagaje cultural".
Ha publicado en México y Ecuador antologías de cuento y poesía ecuatorianos. Es muy celebrada su antología Cuento ecuatoriano contemporáneo, México, UNAM, 2001; Quito, Paradiso, 2002, traducida de inmediato al inglés como Contemporary Ecuadorian Short Stories, 2002.
Ha dedicado ensayos a escritores mexicanos, tales como Martín Luis Guzmán, Octavio Paz, José Revueltas, Francisco Tario, Juan Vicente Melo, Eduardo Lizalde, entre otros, y a escritores ecuatorianos como Pablo Palacio, José de la Cuadra, Alfredo Pareja Diezcanseco, Jorge Icaza, Demetrio Aguilera-Malta, Jorge Carrera Andrade, César Dávila Andrade, Javier Vásconez, Leonardo Valencia, Gabriela Alemán, Mónica Ojeda, entre otros. 
Sus ensayos van desde el riguroso estudio académico, como Pablo Palacio, "César Dávila Andrade: el poema, pira del sacrificio", "Broch y la Muerte de Virgilio" o "Benito Cereno, un caso de sobreinterpretación", hasta el ensayo libre y lúdico, como "Carta a Cervantes", "La guillotina, la música, el verdugo" o "El perfume de las palabras".

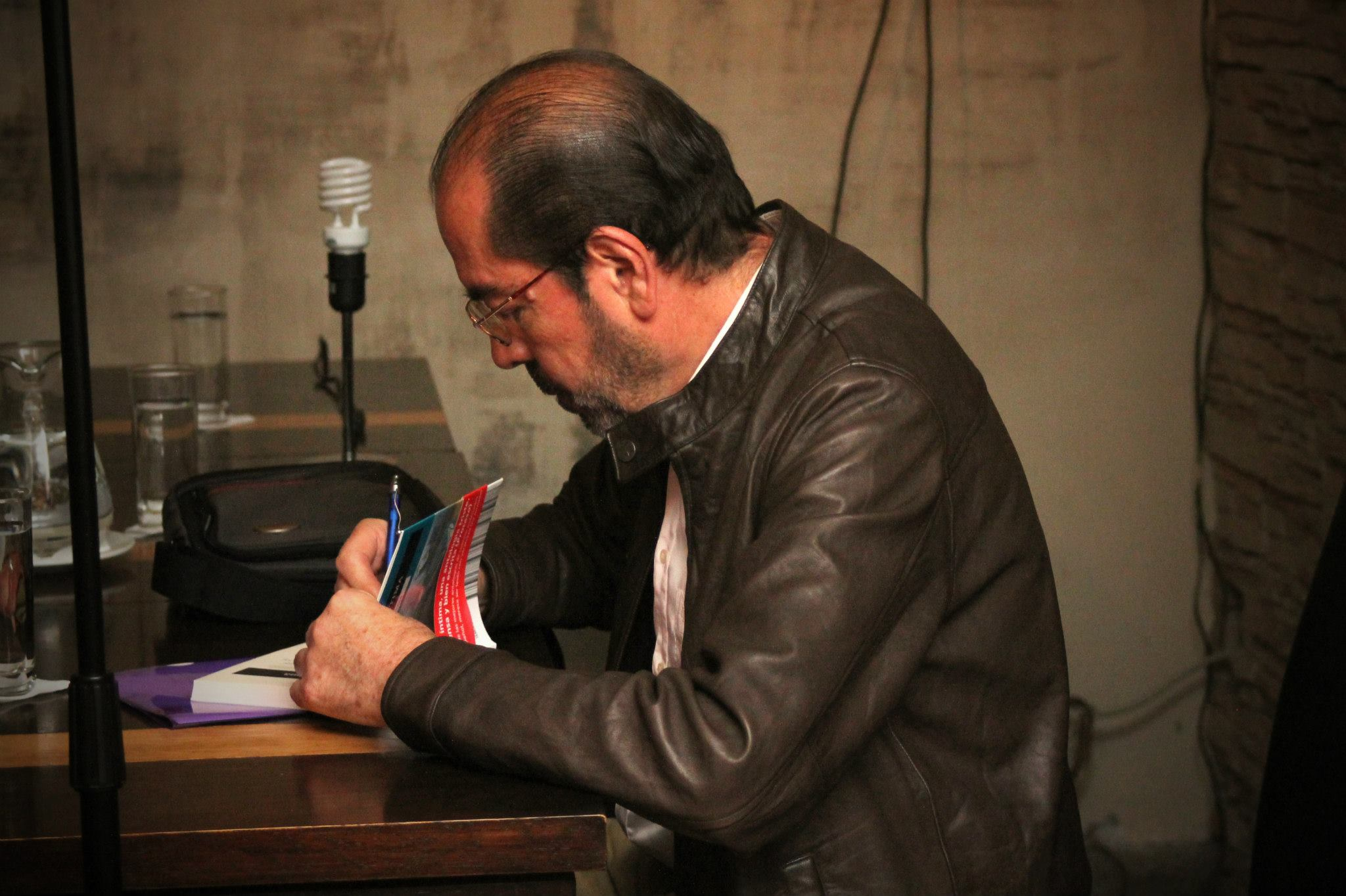
Vladimiro Rivas en la librería Rayuela

Melómano, ha sido crítico de ópera en los diarios mexicanos La Crónica y Milenio y en las revistas especializadas Pauta y Pro Ópera. Reunió sus crónicas y artículos sobre ópera en el libro Noches de ópera, 2020.

## Obras
Novelas
- El legado del tigre, Quito - México, 1997
- La caída y la noche, México - Quito, 2000

Libros de relatos
- El demiurgo, Quito, 1968
- Historia del cuento desconocido, México, 1974
- Los bienes, México, 1981
- Vivir del cuento, Quito, 1993
- Visita íntima, México, 2011
- Música para nadie, Quito, 2016
- El amante y el artefacto soviético, México, 2017
- Relatos reunidos, Quito, 2019

Ensayos
- Desciframientos y complicidades, México, 1991
- Mundo tatuado, Quito, 2003
- César Dávila Andrade: El poema, pira del sacrificio, Quito, 2008
- Repertorio literario, México, 2014
- Noches de ópera, México, UAM, 2020
- Navegaciones. Ensayos escogidos, Quito, PUCE, 2022

Obras como editor y compilador
- Hélice: Estudio introductorio, Quito, Banco Central del Ecuador, 1989
- Jorge Enrique Adoum. El tiempo y las palabras, Quito, Libresa, 1992
- Herman Melville. Moby Dick, Quito, Libresa, 1993
- Antón Chéjov. Narraciones, Quito, Libresa, 1994
- Naguib Mahfuz. Historias de nuestro barrio, Quito, Libresa, 1995
- Pablo Palacio. Débora y Vida del ahorcado, México, UAM Azcapotzalco, 1995
- Henry James. Otra vuelta de tuerca, Quito, Libresa, 1996
- Jorge Carrera Andrade. Antología poética, México, Fondo de Cultura Económica, 2000
- Poesía ecuatoriana contemporánea, México, Alforja, 2001
- Cuento ecuatoriano contemporáneo, México, UNAM, 2002
- Cuento ecuatoriano contemporáneo, Quito, Paradiso, 2002
- Contemporary Ecuadorian Short Stories, Quito, Paradiso, 2002

Traducciones
- Joseph Conrad: El cómplice secreto (The secret Sharer), México, Fontamara, 1988, con seis ediciones.
- John Keats: Oda a un ruiseñor (Ode to a Nightingale), México, UAM Azcapotzalco, 1990
- Colette: El niño y los sortilegios (L'enfant et les sortilèges), libreto de la ópera de Ravel, México, WELT Books, 2024